# Papirus Oxyrhynchus 18
Papirus Oxyrhynchus 18 oznaczany jako P.Oxy.I 18 – fragment pierwszej księgi (rozdziały 105 i 106) Dziejów Herodota napisany w języku greckim. Papirus ten został odkryty przez Bernarda Grenfella i Arthura Hunta w 1897 roku w Oksyrynchos. Fragment jest datowany na III wiek n.e. Przechowywany jest w Department of Manuscripts Biblioteki Brytyjskiej (741). Tekst został opublikowany przez Grenfella i Hunta w 1898 roku.
Manuskrypt został napisany na papirusie, prawdopodobnie w formie zwoju. Rozmiary zachowanego fragmentu wynoszą 18,2 na 8,7 cm. Fragment zawiera 13 linijek tekstu. Tekst jest zwykłej wielkości okrągłą uncjałą. Styl pisania przypomina wielkie kodeksy biblijne. Ma głębokie marginesy. Fragment ten wspiera tradycję piśmienniczą z kilkoma różnicami w gramatyce.